# Марлборо мидоуз (Мериленд)
Марлборо мидоуз (енгл. Marlboro Meadows) насељено је место без административног статуса у америчкој савезној држави Мериленд.

## Демографија
По попису из 2010. године број становника је 3.672.
| Група             | 2000.    | 2010.         |
| Белци             | 0 (0,0%) | 336 (9,2%)    |
| Афроамериканци    | 0 (0,0%) | 3.152 (85,8%) |
| Азијати           | 0 (0,0%) | 38 (1,0%)     |
| Хиспаноамериканци | 0 (0,0%) | 110 (3,0%)    |
| Укупно            | 0        | 3.672         |